# Body of Deceit
Pour plus de détails, voir Fiche technique et Distribution.
Body of Deceit (littéralement : Corps de la tromperie) est un film italien réalisé par Alessandro Capone, sorti en 2015.

## Synopsis
Alice (Kristanna Loken) est un nègre littéraire pour un célèbre auteur à succès. 
Elle est à la moitié de l'écriture de son nouveau livre, mais ne peut plus écrire car elle a eu un terrible accident à Malte où 
elle était avec son mari Max (Antonio Cupo) dans sa villa familiale et est restée dans le coma deux semaines. 
Au réveil, elle avait perdu une partie de sa mémoire et n'avait aucun souvenir de l'accident, ni de son séjour à Malte. 
Depuis lors, elle souffre de dépression et a des cauchemars récurrents. 
Max, qui est également son agent, la persuade de retourner à Malte en espérant que cela va débloquer son esprit afin qu'elle puisse recommencer à travailler et respecter la date limite de livraison que l'éditeur lui a imposée. 
Dans la belle villa maltaise, ils sont accueillis par une superbe fille méditerranéenne Sara (Sarai Givaty) que Max a embauchée pour les aider à gérer la maison. 
Sara établit immédiatement  une confiance et une amitié avec Alice. Deux femmes différentes, mais une même sensualité.

## Fiche technique
- Titre : Body of Deceit
- Réalisation : Alessandro Capone
- Scénario : Luca D'Alisera, Jenny York
- Producteur : Cristina Zucchiatti Monteverde, Raffaello Monteverde
- Production : Project i Productions, Latina Pictures
- Distribution :
- Montage : Fabio Loutfy
- Musique : Stefano Caprioli
- Durée: 92 minutes
- Pays :  Italie
- Langue : anglais
- Genre : Thriller, romance
- Lieux de tournage : Malte
- Dates de sortie : 
  -  États-Unis : 19 septembre 2017
  -  Canada : 19 septembre 2017
  -  Pays-Bas : décembre 2018

## Distribution
- Kristanna Loken : Alice
- Antonio Cupo (en) : Max
- Sarai Givaty : Sara
- Colin Azzopardi
- Joe Azzopardi
- Giulio Berruti
- Wesley Ellul